# 博霍達里夫卡 (庫皮揚斯克區)
49°39′55″N 37°4′4″E / 49.66528°N 37.06778°E
博霍達里夫卡（烏克蘭語：Богодарівка）是位於烏克蘭東部的村莊，由哈爾科夫州庫皮揚斯克區的舍夫琴科韦市镇負責管轄。該村處於中巴拉克利卡河畔，始建於1825年，面積1.47平方公里，海拔高度134米，2001年人口255。